# ユダヤ人ゲットー警察

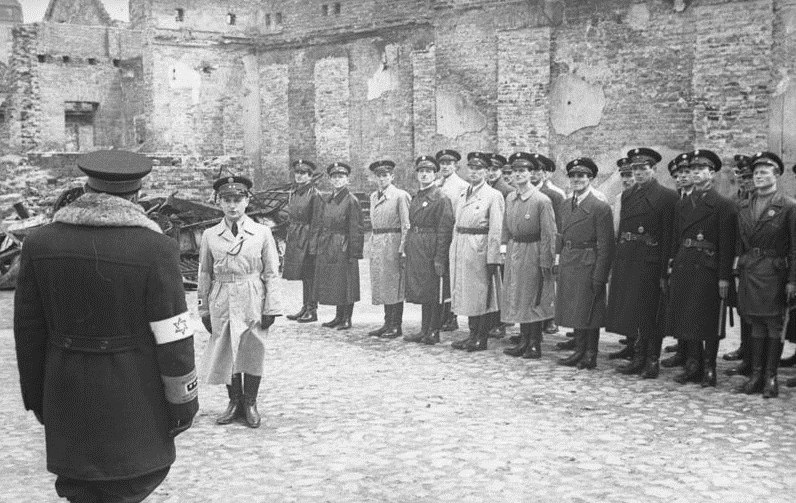
ワルシャワ・ゲットーのユダヤ人ゲットー警察

ユダヤ人ゲットー警察（ユダヤじんゲットーけいさつ、ドイツ語: Jüdische Ghetto-Polizei、正式名称は Jüdischer Ordnungsdienst）は、ナチス・ドイツ占領下の東ヨーロッパに設置されたゲットー（ユダヤ人隔離居住区）の中に存在したユダヤ人から成る警察組織である。

## 概要

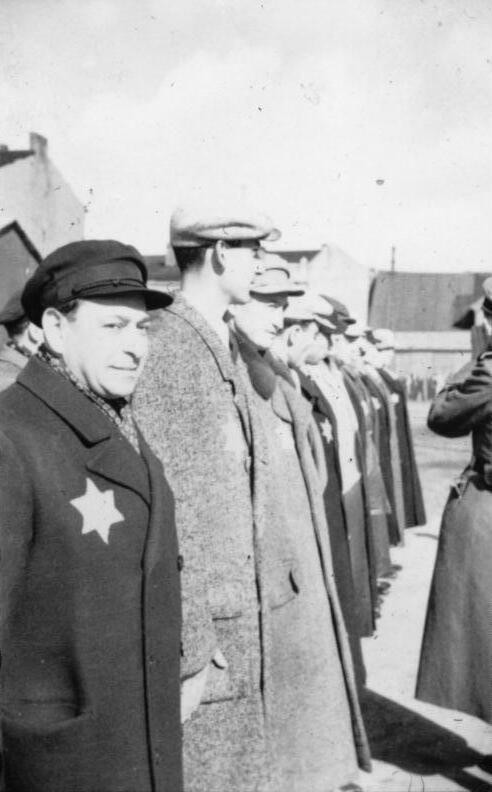
ウッチ・ゲットーのユダヤ人ゲットー警察
服装は統一されていないが、胸の部分にゲットー警察官であることを示すワッペンをつけている

ドイツ当局は、各都市のユダヤ人「自治組織」であるユダヤ人評議会に対してゲットー開設の条件としてユダヤ人による警察組織を設置することを命じた。
ゲットー警察は、公式にはユダヤ人評議会の指揮下に置かれていた。しかし当のユダヤ人評議会は、ゲットー警察をドイツ当局の尖兵と見て警戒するところが多かった。実際、人事にはドイツ当局がよく介入し、ゲットー警察長官の人事を直接ドイツ当局が行う事がしばしばあった。またドイツ当局は各ユダヤ人評議会に対して採用にあたってのガイドラインを設けたりもしていた。ゲットー警察の幹部には弁護士出身の者が多く任命されていたという。

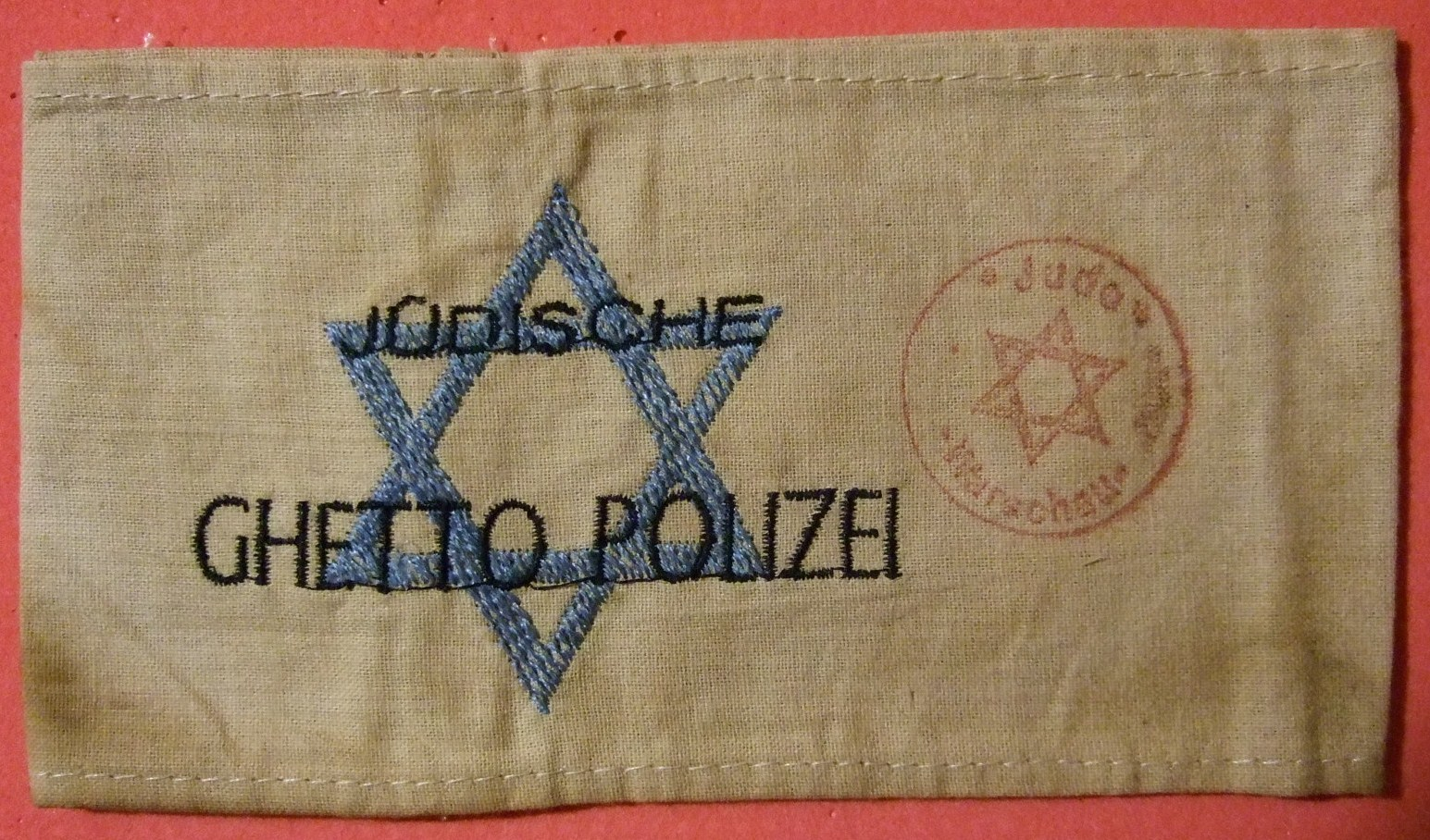
ワルシャワ・ゲットー警察の着用した腕章（1940年代初期のもの）

ゲットー警察官には規定された制服はなく、デザインの統一されていない帽子やバッジ・腕章によって見分けられた。拳銃など火器の所持は認められておらず、ゴムのこん棒やナイフなどで武装していた。設置される警察官の数は、ゲットーの規模にほぼ比例した。ワルシャワ・ゲットー（人口約44万5千人）では2000人、ウッチ・ゲットー（約17万人）では800人、ルヴフ・ゲットー（11万人）では500人、クラクフ・ゲットー（1万5千人）では150人といった具合である。
ゲットー警察の仕事は、犯罪取り締まり、通りでの交通整理、廃品回収作業や除雪作業などの監督、建物の衛生監督、ゲットー内の紛争の仲裁などであった。しかし、横柄にふるまう者が多く、住民から非常に嫌われていたという。
ゲットー住民を絶滅収容所や強制収容所へ移送するゲットー解体作戦が開始されると、ゲットー警察は住民の直接の狩りたてを行うことになった。同胞を死地へ移送することを拒否して警察官を辞する者もいたが、同胞の移送をためらわぬ者たちは警察に残り、ドイツ当局の尖兵となってユダヤ人狩りを執行した。こうした者らは自分自身が移送されることを免れるため、ドイツ当局の機嫌を執り結ぼうとして、ドイツ兵以上に残虐な狩りたてを行うことが多かったという。ワルシャワ・ゲットーでは、住民たちの潜伏場所が暴かれたケースの9割まではゲットー警察が暴き手だったという。移送を逃れたければ賄賂を差し出すよう住民に要求する警察官も多く、この結果、貧しい住民たちが真っ先に狩りたての対象となっていった。
しかしゲットー警察官も安全な地位にいるわけではなかった。ゲットーが解体されると彼らも用済みとなり、最後には住民同様に移送されることとなった。